# Чхого (Пэкче)
Чхого (肖古王; ум. 214) — пятый правитель Пэкче, одного из трёх корейских государств.

## Происхождение
Согласно историческому сборнику Самгук саги, Чхого был сыном предыдущего вана Кэру. В 166 году стал ваном после смерти отца.
Отношения между Пэкче и соперничающим государством Силла стали враждебными после того, как Кэру предоставил убежище силланскому предателю Кильсону в 165 году, незадолго до того, как Чхого унаследовал трон.

## Правление
В 167 году Чхого начал атаковать Силлу и захватил две крепости. Взяв в плен более тысячи мужчин и женщин, армия вернулась назад.
Чхого провёл ещё одну кампанию в 188—190 годах против Силлы и захватил несколько крепостей (Мосан, Куян, Вонсанхян и Ёго). В 204 году захватил силланскую крепость Ёчха. Он также построил новые крепости, в том числе крепости Чокхён и Садо, и переселил туда семьи из восточных областей. Сражения происходили в районе гор Собэк.
В 214 году Чхого вел войну против мохэ. Он привёл 1000 солдат, чтобы захватить крепость Сокмун у мохэ, но отборная конница контратаковала Пэкче и дошла до реки Сульчхон. В июле 214 года Силла также вторглась в Пэкче и захватила крепость Сахён.
Самгук саги:
- 167 г. н. э., осень, седьмой месяц. Посланная скрытно армия Пэкче напала и разрушила две крепости на западной границе Силла и, захватив в плен более тысячи мужчин и женщин, вернулась назад. Восьмой месяц. Ван Силла отправил ильгильчхана Хынсона во главе 20-тысячного войска на штурм крепости в восточной части государства [Пэкче]. Сам [сил]лаский ван лично возглавил восемь тысяч лучших всадников и тайно добрался до реки Хансу. Прикинув, что [сил]лаское войско многочисленно и победить его невозможно, ван тотчас же вернул все ранее захваченное.
- 170 г. н. э., весна, третий месяц. В последний день месяца произошло солнечное затмение. Зима, десятый месяц. Войска были отправлены для вторжения на границу с Силла.
- 186 г. н. э., зима, десятый месяц. Не было туч, но гремел гром. На северо-западе была замечена комета и через 20 дней исчезла.
- 187 г. н. э., весна, пятый месяц. Высохли колодцы в ванской столице и [пересохла] река Хансу.
- 188 г. н. э., весна, второй месяц. Отремонтировали дворцовые помещения. Было отправлено войско в поход на силласкую крепость Мосан.
- 189 г. н. э., весна, четвёртый месяц. В первый день месяца произошло солнечное затмение. Осень, седьмой месяц. Войско Пэкче сражалось с силасским войском в Куяне. Они потерпели поражение, и более 500 человек погибло.
- 190 г. н. э., весна, восьмой месяц. Посланное ваном войско напало на Вонсанхян у западной границы Силла, а затем окружило крепость Пугок. Силлаский военачальник Кудо во главе 500 всадников выступил против солдат Пэкче, которые имитировали отступление. И когда Кудо, преследуя их, дошел до Васана, армия Пэкче сильным контрударом разгромила [силласцев].
- 191 г. н. э., осень, девятый месяц. Рядом с созвездиями Рогов и Шеи показалась Чхиуги (Чиюци).
- 199 г. н. э., осень, седьмой месяц. Произошло землетрясение. Отправлены войска для нападения на окраинные пределы Силла.
- 204 г. н. э., осень, седьмой месяц. Армия Пэкче напала и захватила силласкую крепость Ёчха. Убили её начальника Сольбу. [Сил]лаский ван Нэхэ был разгневан. Он назначил ибольчхана Лиыма военачальником отборного войска шести округов (бу), которое напало на крепость Сахён. Зима, десятый месяц. Комета появилась у созвездия Тонджон (Восточные колодцы).
- 205 г. н. э., осень, седьмой месяц. Венера пересеклась с Луной.
- 208 г. н. э., осень. Из-за саранчи и засухи посевы не созрели. Появилось множество воров и разбойников, поэтому ван утешал и успокаивал народ.
- 209 г. н. э., зима, десятый месяц. Была сильная буря, которая выкорчевывала деревья.
- 210 г. н. э., весна, второй месяц. Были построены две крепости Чокхён и Садо, и туда были переселены жители из Восточной области. Зима, десятый месяц. Мальгаль[ские войска] напали на крепость Садо, но не смогли взять её. Тогда [они] подожгли крепостные ворота и ушли.
- 211 г. н. э., осень, восьмой месяц. На юге страны саранча повредила посевы, и люди голодали. Зима, 11-й месяц. Не было льда.
- 212 г. н. э., лето, шестой месяц. В последний день месяца произошло солнечное затмение.
- 213 г. н. э., осень, седьмой месяц. Житель Западной области Хвехве поймал белого оленя и преподнес [вану]. Ван решил, что это счастливое предзнаменование, и выдал ему 100 сок зерна.
- 214 г. н. э., осень, девятый месяц. Ван повелел Чинква из Северной области возглавить тысячное войско в походе и захватить мальгальскую крепость Сокмун. Зимой прибыла мальгальская отборная конница, напала на Пэкче и дошла до реки Сульчхон. Ван скончался.

## Наследие
Считается, что 8-й ван Кои являлся младшим братом Чхого. 13-й ван Кынчхого, по-видимому, взял имя Чхого, чтобы подчеркнуть свою родословную после долгого соперничества между двумя линиями династии.

## Семья
- Отец: Кэру
- Мать: неизвестна
  - Брат: Кои (古爾王, ум. 286) — 8-й ван Пэкче, до становления правителем был известен как Пуё Кои (扶餘古爾).
  - Брат: Пуё Усу (扶餘優壽) — единственная запись о нём есть в Самгук саги от 260 года, когда он был назначен министром внутренних дел (內臣佐平, нэсин чвапхён).
    - Жена: неизвестна
      - Старший сын: Кусу (仇首王, ум. 234) — 6-й ван Пэкче, до становления правителем был известен как Пуё Кусу (扶餘仇首).